# Golanka (Mazovie)
Pour les articles homonymes, voir Golanka.
Golanka (prononciation : [ɡɔˈlanka]) est un village polonais de la gmina de Kadzidło dans le powiat d'Ostrołęka de la voïvodie de Mazovie dans le centre-est de la Pologne.
Il se situe à environ 6 kilomètres au nord-est de Kadzidło (siège de la gmina), 23 kilomètres au nord d'Ostrołęka (siège du powiat) et à 122 kilomètres au nord de Varsovie (capitale de la Pologne).

## Histoire
De 1975 à 1998, le village appartenait administrativement à la voïvodie d'Ostrołęka.